# Alekszandr Nyikolajevics Osztrovszkij
Alekszandr Nyikolajevics Osztrovszkij (oroszul: Алекса́ндр Никола́евич Острóвский; Moszkva, 1823. április 12. – Scselikovo, Kosztromai kormányzóság, Oroszország, 1886. június 14.) orosz drámaíró, a 19. századi orosz realista drámairodalom alakja. Az orosz irodalomban két Osztrovszkijt tartanak számon – a másik Nyikolaj Alekszejevics Osztrovszkij regényíró (1904–1936).

## Élete
Osztrovszkij kispolgári családban született, apja bírósági tisztviselő volt, a jellegzetes hivatalnokcsalád mindennapjait élték. 1840–1843 között az író jogot tanult a Moszkvai Egyetemen, majd 8 évig írnokoskodott a gyámügyi bíróságon. Bírósági tisztviselőként dolgozva különböző Volga menti városokban élt.
1847-ben kezdte írói tevékenységét, de már második művét betiltotta a cenzúra. 1851-től csak az irodalomnak élt. Több haladó szellemű folyóiratban is publikált. Jelentős szervező tevékenységet végzett, a Moszkvai Színésziskola igazgatója volt.

## Pályája
Kizárólag drámákat alkotott: írt komédiát, történelmi drámát, drámai költeményt. Művészetével az orosz népi-nemzeti dráma hagyományait folytatta, dramaturgiájában a középkori színház tartalmi, formai szempontjai vannak jelen. Vonzódott a tiszta formákhoz, követte a folklórt, a népi beszédkultúrát. Emellett azonban támaszkodott a kor nyugat-európai eredményeire is. Darabjaival az egyes társadalmi osztályok életformáját jelenítette meg. Hősei hétköznapi emberek.
Az "orosz dráma atyja" rendkívül termékeny alkotóként több mint ötven darabot szerzett. Legismertebb műve A vihar (1859).
Osztrovszkijtól számos angol, német, francia műfordítás is fennmaradt. Jelentős fordításai: 
- Machiavelli: Mandragóra,
- Shakespeare: Antonius és Kleopátra.

Pályájának szakaszai: 
- 1847–1851: pályakezdés, a naturális iskola hatása.
- 1852–1854: kibontakozás, a szlavofil korszak.
- 1855–1860: az érett drámák korszaka, fő műve: A vihar.
- 1861–1886: utolsó korszak.

## Művei
- Kéz kezet mos (komédia)
- A szegénység nem bűn (dráma)
- Mások bűneiért bűnhődni (dráma)
- A kacskakezű Kozma Zaharics Minyin (történelmi dráma)
- A hadvezér (történelmi dráma)
- Vaszilisza Melentyeva (történelmi dráma)
- Hópelyhecske (drámai költemény)
- Vihar (1859, dráma), legfontosabb műve
- Nehéz napok
- Tréfacsinálók
- Örvény
- Bolond pénz
- Farkasok és bárányok (Волки и овцы)
- Tehetségek és tisztelők (dráma)
- Gazdag menyasszonyok
- Az utolsó áldozat
- Hozomány nélküli menyasszony (Бесприданница)[1]
- Karrier (1868; egyéb címeken: Hogyan csináljunk karriert?; A négylábú is botlik; Karrier, avagy a lónak négy lába van, mégis…; eredeti címe: На всякого мудреца довольно простоты)
- Jövedelmező állás (Доходное место)
- Erdő (Лес; 1870)

## Magyarul
- Osztrovszkij drámái; ford. Háy Gyula et al., bev. G. Vladikin; Franklin, Bp., 1950
- Bolond pénz. Komédia; ford. Háy Gyula; Új Magyar Könyvkiadó, Bp., 1953 (Szovjet színpad)
- Vihar. Dráma; ford. Mészöly Dezső, Mészöly Pál, utószó Heller Ágnes; Új Magyar Kiadó, Bp., 1956 (Világirodalmi kiskönyvtár)
- Farkasok és bárányok. Komédia; ford. Makai Imre, utószó Nyíri Éva; Európa, Bp., 1958 (Világirodalmi kiskönyvtár)
- Drámák; ford. Háy Gyula et al., utószó E. Fehér Pál; Európa, Bp., 1962 (Orosz remekírók)
- A művésznő és rajongói... Komédia; ford. Háy Gyula; Színháztudományi Intézet, Bp., 1963 (Világszínház)
- A szép férfi. Vígjáték; ford. Csoma Sándor; Színháztudományi Intézet Bp., 1964 (Világszínház)
- Büntetlen bűnösök. Színmű; ford. Benedek Árpád; Színháztudományi Intézet, Bp., 1964 (Világszínház)
- Drámák; ford. Benedek Árpád et al.; Európa, Bp., 1973

## Szakirodalom
- Világirodalmi lexikon, Akadémiai Kiadó, Budapest
- Új magyar lexikon V. (Mf–R). Szerk. Berei Andor és 11 tagú szerk.bizottsága. Budapest: Akadémiai. 1962.
- Makai Imre, szerk.: Az orosz dráma klasszikusai, Európa, Budapest, 1973
- Török Endre: Orosz irodalom a XIX. században
- Zöldhelyi Zsuzsa, szerk.: Az orosz irodalom története a kezdetektől 1940-ig